# Babici
Babici (in sloveno Babiči, pronuncia [ˈbaːbitʃi]) è un insediamento (naselje) di 300 abitanti della municipalità di Capodistria nella regione statistica dell'Litorale-Carso in Slovenia.
Salendo da Capodistria verso Maresego, passato il paese di Vanganel, la nuova strada prosegue a sinistra verso l'abitato di Babici a quota 180 m. Il paese si estende su un piccolo pianoro sovrastato dal crinale spartiacque tra le valli del Dragogna e del Cornalunga; su questo crinale passa la strada in direzione Paugnano-Maresego.
In buona parte ristrutturato, il paese è abitato da una popolazione che gravita su Capodistria. Il panorama, da qui, è affascinante, in particolar modo se si ammira dal sagrato della  chiesa dei SS. Giovanni e Paolo posta all'apice del crinale, a quota 230 m. La chiesa presenta ancora l'abside, costruita in un secondo tempo, con un bel arco gotico all'interno; non rimane traccia dei costoloni che salivano sul soffitto a cupola. La chiesa non presenta alcuna iscrizione sul portale-
Più ad occidente della chiesa, sottostanti alla strada sterrata che conduce a Paugnano, si trovano le poche case campestri di  Roizi (Rojci), il cui nome deriva dalla famiglia Roiaz, dalle quali il panorama verso il golfo di Capodistria si allarga.
Sotto il paese di Bàbici è stata costruita una diga di massi calcarei che contiene un laghetto artificiale chiamato  Akumulac ed alimentato dai rii  Bavški e Morigla.
A quota inferiore, verso est si trova il paese di  Sabadini.
La strada che scende da Maresego e Bresani inizia sulla parte destra della chiesa ed attraversa la frazione Sabadini che è situata fra i rii Morigla e Mrzlek; mentre il primo scarica le acque nel bacino artificiale costruito sotto l'abitato di Bàbici, l'altro fiancheggia il paese di Aquaro verso occidente e si scarica nel Cornalunga.
Gli Sloveni hanno conservato il nome Sabadini che probabilmente era quello dell'ex proprietario terriero di questa zona. Un paio di case rurali compongono questa frazione da cui si ammira un bel panorama della vallata.
Anche  Bresani (Bržani) mantiene ancora un paio di vecchie case contadine. Qui la strada finisce, anche se sulle carte slovene questa dovrebbe proseguire fino a valle; in realtà quello che prosegue è un sentiero da farsi a piedi.